# Moseley (Birmingham)
Moseley – dzielnica miasta Birmingham, w Anglii, w West Midlands. Leży 3,4 km od centrum miasta Birmingham i 161,7 km od Londynu. Moseley jest wspomniana w Domesday Book (1086) jako Museleie.